# Bajram Begaj
Bajram Begaj (n. 20 martie 1967, Rrogozhina, Regiunea Tirana, Albania) este un politician și ofițer militar albanez, care ocupă funcția de președinte al Albaniei din 2022. Având o carieră lungă în armata albaneză, a fost al 26-lea Șef al Statului Major General al Forțelor Armate Albaneze, din iulie 2020 până în iunie 2022. Independent din punct de vedere politic, pe 3 iunie 2022, Begaj a fost nominalizat oficial de Partidul Socialist aflat la guvernare ca și candidat pentru runda a patra a alegerilor prezidențiale din 2022.

## Biografie

### 1967–2021: Primii ani și cariera militară
Begaj s-a născut pe 20 martie 1967, în Rrogozhina. A absolvit Facultatea de Medicină din Tirana în 1989 și a devenit ofițer medical activ în 1998. După ce și-a finalizat doctoratul profesional, deține titlul de „Conferențiar universitar” în Medicină.
În timpul carierei sale militare de 31 de ani, Begaj a participat la numeroase seminarii de instruire și a absolvit cursuri în Securitate și Apărare, Școala Postuniversitară Avansată de Medicină, o Specializare Postuniversitară în Gastrohepatologie, un Curs de Management Spitalicesc și un Curs de Leadership Medical Strategic în Statele Unite, un Curs de Specializare în Medicină și un Curs de Sănătate în Grecia.
Begaj a fost anterior comandantul Comandamentului pentru Doctrine și Instruire din Forțele Armate Albaneze. A deținut diverse alte funcții, inclusiv: Șef al Unității Medicale Militare și Director Adjunct Militar al SUT, Director al Spitalului Militar, Director al Inspectoratului de Sănătate etc. A fost numit Șef al Statului Major General al Forțelor Armate Albaneze în iulie 2020 și a preluat funcția mai târziu în aceeași lună.

### 2022–prezent: Președinție
Pe 24 iulie 2022, Begaj a fost inaugurat ca președinte în funcție al Albaniei pentru un mandat de cinci ani. Alegerea sa a urmat o serie de proceduri parlamentare care au început pe 10 mai, când parlamentul Albaniei a inițiat procesul de selecție prezidențială. În ciuda provocărilor în realizarea unui consens asupra unui candidat potrivit, Partidul Socialist (PS) aflat la guvernare l-a nominalizat pe Begaj pe 3 iunie pentru runda a patra de votare, după ce acesta a demisionat din funcția de Șef al Statului Major General al Forțelor Armate Albaneze. Ulterior, a fost ales cu 78 de voturi în favoare, depășind majoritatea necesară, în timp ce opoziția condusă de Partidul Democrat (PD) s-a abținut de la participarea la procesul de votare.
Mandatul lui Begaj s-a remarcat prin angajamentul său de a îmbunătăți relațiile internaționale ale Albaniei și de a avansa integrarea euro-atlantică. De la preluarea funcției, el s-a implicat activ în eforturi diplomatice, întreprinzând numeroase vizite diplomatice internaționale pentru a consolida parteneriatele și a ridica statutul global al Albaniei.

## Viața personală
Begaj este căsătorit cu Armanda Begaj, împreună cu care are doi fii, Dorian și Klajdi.

## Distincții și onoruri
- Italia – Cetățean de Onoare al Pallagorio[13]
- Italia – Cetățean de Onoare al Rossano[14]
- Kosovo – Cetățean de Onoare al Deçan[15][16]
- Kosovo – Cetățean de Onoare al Glogovac[17][18]